# Otago régió
Otago Új-Zéland második legnagyobb területű régiója, azaz felső fokú közigazgatási egysége. A Déli-szigeten terül el. Irányító szervezete a regionális tanács (Otago Regional Council). Területe körülbelül 32 000 km², lakossága a 2013-as népszámlálás idején 202 467 fő volt. A régió fővárosa Dunedin. Itt alapították 1869-ben az ország első egyetemét. A történelmi Otago tartomány egyes területei ma a szomszédos Canterbury régióhoz illetve a Southland régióhoz tartoznak. 

## Nevének eredete
A maori eredetű Otago nevet a környékre érkező európai telepesek adták a területnek az 1830-40-es években. A maori szó (északi dialektusban Otakou) eredeti jelentése vitatott, jelenthet „elszigetelt falut” is, de inkább a „vörös talaj földje” értelmezést tartják valósnak, ugyanis Dunedin környékén a talaj színe valóban sokfelé vöröses, okkerszínű. Otago lett a neve az első európai településnek a mai Otago Harbour partján. A közelben lévő, közigazgatásilag Dunedinhez tartozó modern település mai neve Otakou. Itt jött létre a Skót Szabadegyházhoz (Free Church of Scotland, 1843–1900) tartozó Otago Association nevű társadalmi-egyházi szervezet, ami a környék betelepítésében játszott kulcsszerepet.

## Történelme
A maori honfoglalók először Új-Zéland Északi-szigetére érkeztek, de hamarosan felfedezték maguknak a Déli-sziget partvonalát és egyes belső részeit is. Ideiglenes vagy állandó településeiket a tengerparton, a folyók torkolatánál alakították ki, mivel a tenger nyújtotta a legbiztosabb élelmiszer-forrást a kagylók és halak formájában. Parti támaszpontjaikról indultak szezonális vándorútjaikra a belső vidékek felfedezésére, moa-vadászatra, ehető növények, leginkább a Cordyline nemzetséghez tartozó különböző káposztafa-fajták (cabbage tree) gyűjtésére, valamint később a havas hegyvidékeken a nagyra becsült féldrágakő, a pounamu kitermelésére. Az éghajlat a meleg északnál jóval kedvezőtlenebb volt a maorik megtelepedésére, legfontosabb élelmiszernövényük, az édesburgonya itt már nem termett meg, ezért az itteni népsűrűségük mindvégig alacsony maradt. Ennek ellenére a törzsi háborúk erre a területre is kiterjedtek.
A 18. század legvégén, a 19. század elején európai bálna- és fókavadászok jelentek meg Új-Zéland déli részén, így  mai Otago régió területén is. Megismertették a helyi maorikat a burgonyatermesztéssel, vasból készült eszközöket adtak el neki, a két népcsoport viszonyát azonban sok konfliktus terhelte. A neves bálnavadász és kereskedő Wellers testvérek az 1830-as években már állandó jellegű bálnavadász-állomást hoztak létre az Otago Harbour természetes kikötő-öblében.
Az állandó letelepedés, Otago tartomány és Dunedin város létrehozása a Skóciából érkező telepesekhez kötődik. A Skót Szabadegyház szervezésében 1848 márciusában két kivándorló-hajó érkezett Skóciából. Világi vezetőjük William Cargill volt, a napóleoni háborúk veteránja, akit a telepesek az 1852-ben létrehozott (a mai Southland régiót is magába foglaló) Otago tartomány vezetőjévé választottak. A telepesek kezdetben Dunedin környékén koncentrálódtak, majd a Taieri folyó torkolatához közeli termékeny alföldet (Taieri Plains) is birtokba vették. 
1861-ben a korábbi kaliforniai és ausztráliai aranyláz egyik veteránja jelentős aranyleletet fedezett fel az egyik folyó medrében, és ezzel kitört az otagoi aranyláz. Kalandorok tömegei érkeztek a világ minden részéből a területre, megtörve a lakosság addigi egységes skót presbiteriánus jellegét. A nemesfém kitermelése nagy gazdasági fellendülést hozott, ami egy időre Otago tartományt Új-Zéland gazdasági és kulturális központjává tette. Ekkor és itt adták ki az ország első napilapját, az Otago Daily Times-t. A kulturális fellendülés hatására jött létre 1969-ben Dunedin városában az ország első egyeteme, az Otago University is.
A könnyen hozzáférhető arany mennyisége azonban a hatvanas évek végére minimálisra csökkent, az aranyláz elmúlt, a kalandorok távoztak. A gazdasági élet visszaesett, és az ország gazdasági és kulturális súlypontja fokozatosan észak felé helyeződött át.

## Természeti Földrajza
A régió nyugati határa a Déli-Alpok, a déli-sziget vízválasztója. Ezen emelkedik a régió legmagasabb hegycsúcsa, a Mount Aspiring. Folyói innen általában nagy gleccsertavakon át folynak keletnek. Ezen a részén sok a jégkorszaki eredetű képződmény. Az U alakú gleccservölgyek felső szakaszai helyenként a gleccserek is megmaradtak. A tavak élővilágában olyan reliktum fajok szerepelnek, mint a ritka és veszélyeztetett hosszúúszójú angolna (Anguilla dieffenbachii). A belső dombvidéken alakultak ki a jellegzetes új-zélandi füves puszták. A folyók vízállása erősen ingadozó. Itt található az ország legnagyobb vízhozamú folyója, a Clutha, ami a Wakatipu, Wanaka, és Hawea tavakból ered. Nagyjából délkeleti irányban szeli át a régiót és Balclutha település mellett önlik a tengerbe. A folyón nagy vízerőművek épültek Clyde és Roxburgh mellett. A régió északi határát nagyjából a Waitaki folyó alkotja, aminek vízgyűjtó területe már nagyrészt a szomszédos Canterbury régió területére esik. E folyó energiáját szintén nagy mértékben kiaknázzák.
A negyedik leghosszabb új-zélandi folyó, a Taieri végig Otagóban folyik. A magas hegyekben ered, majd egy jégkorszaki eredetű, magasan fekvő, széles folyóvölgyben (Strath-Taieri) folytatja útját. Az óceán közelében hordalékából termékeny alföldet hozott létre (Taieri Plains).

## Gazdasága
A régió déli részén, Kaitangata település környékén régebben jelentős szénbányászat folyt. A mélyművelés 1972-es abbahagyása után folytatott külszíni termelés a 21. század elején már csak helyi igényeket elégít ki. A Waitaki és a Clutha folyókon országos jelentőségű vízerőművek működnek. A régió központi részén elterülő borvidék a világ legdélebbi fekvésű neves bortermelő területe, ahol főleg pinot noir, chardonnay, sauvignon blanc, merlot, és rajnai rizling fajtákat termesztenek.
2003-ban a régió gazdasága az országos GDP 4%-át termelte meg.

## Lakossága

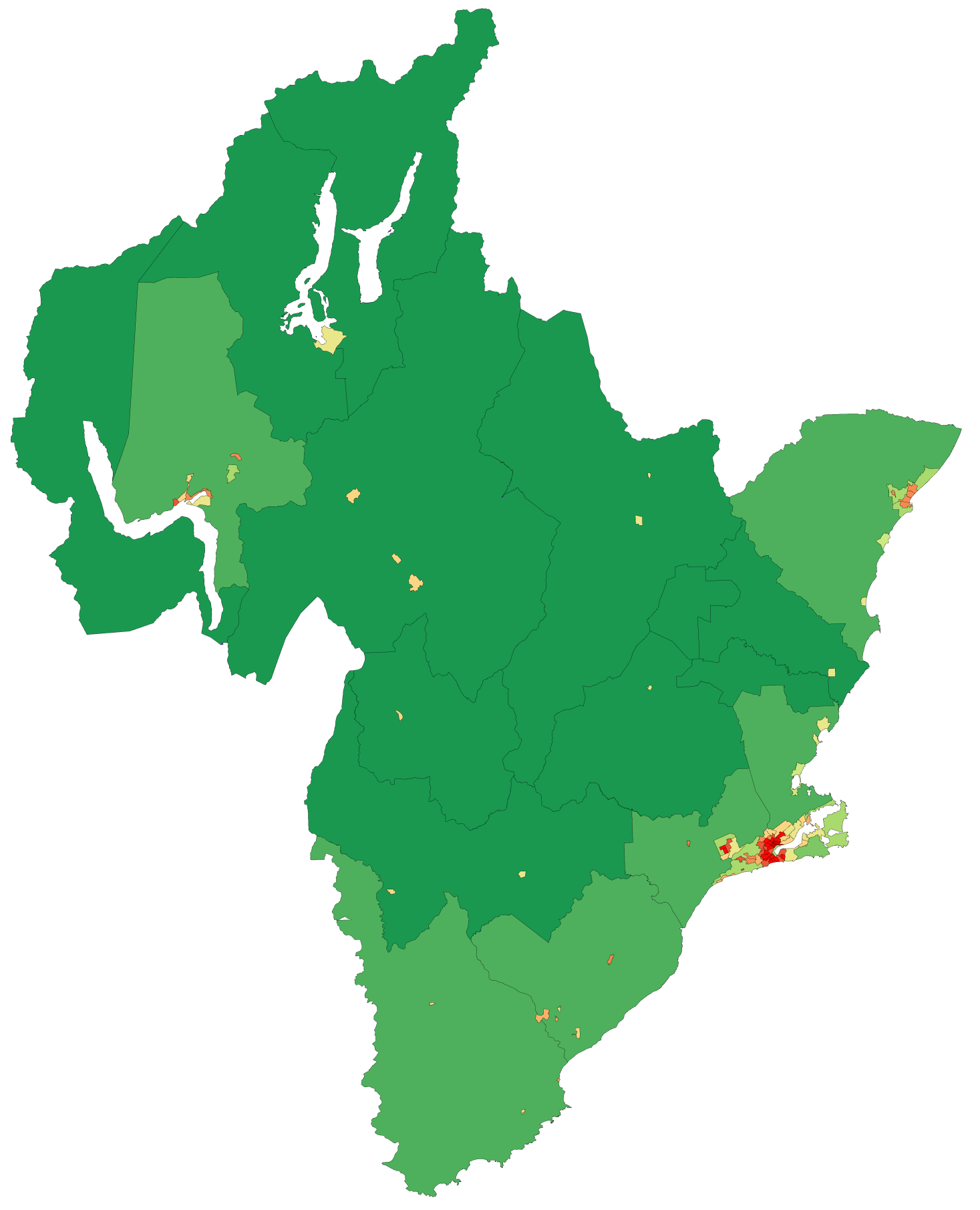
Otago régió népsűrűsége

| Városi terület | Lakosság (2015 júniusi becslés) | A régió lakosságának %-ában |
| -------------- | ------------------------------- | --------------------------- |
| Dunedin        | 117.400                         | 54,6%                       |
| Oamaru         | 13.750                          | 6,4%                        |
| Queenstown     | 13.150                          | 6,1%                        |
| Wanaka         | 7390                            | 3,4%                        |
| Alexandra      | 5190                            | 2,4%                        |
| Cromwell       | 4510                            | 2,1%                        |
| Balclutha      | 4030                            | 1,9%                        |
| Arrowtown      | 2710                            | 1,3%                        |
| Milton         | 1970                            | 0,9%                        |

## Lásd még
- Helyi önkormányzatok Új-Zélandon

## Fordítás
- Ez a szócikk részben vagy egészben a Otago című angol Wikipédia-szócikk ezen változatának fordításán alapul.  Az eredeti cikk szerkesztőit annak laptörténete sorolja fel. Ez a jelzés csupán a megfogalmazás eredetét és a szerzői jogokat jelzi, nem szolgál a cikkben szereplő információk forrásmegjelöléseként.
- Ez a szócikk részben vagy egészben a History of the Otago Region című angol Wikipédia-szócikk ezen változatának fordításán alapul.  Az eredeti cikk szerkesztőit annak laptörténete sorolja fel. Ez a jelzés csupán a megfogalmazás eredetét és a szerzői jogokat jelzi, nem szolgál a cikkben szereplő információk forrásmegjelöléseként.